# محمدعلی بشارت
محمدعلی بشارت (متولد ۶ فروردین ۱۳۳۸) روان‌شناس ایرانی و استاد تمام دانشگاه تهران است. آثار او عمدتاً در حوزهٔ سکس‌درمانی، زوج‌درمانی و روان‌شناسی سلامت است. بشارت چند سال متوالی به‌عنوان پراستنادترین دانشمند ایرانی در حوزهٔ علوم انسانی معرفی شد. او بنیان‌گذارِ روشِ پارادوکس‌درمانی یا PTC است.

## زندگی
بشارت دورهٔ کارشناسی روان‌شناسی را در دانشگاه فردوسی مشهد و دورهٔ کارشناسی ارشد را در دانشگاه تربیت مدرس گذراند. سپس برای ادامهٔ تحصیل در مقطع دکتری به لندن رفت و از یونیورسیتی کالج لندن دکترا گرفت.

## آثار
- پارادوکس + برنامه زمانی = درمان: مدل کامل درمان اختلال‌های روانشناختی (راهنمای عملی)، محمدعلی بشارت، ناشر: رشد
- پارادوکس + برنامه زمانی = درمان: مدل کامل زوج‌درمانی به روش PTC (راهنمای عملی)، محمدعلی بشارت، ناشر: رشد
- مدل‌های آسیب‌شناسی روانی، دیلیس دیویس، بوگرا دینش، محمدعلی بشارت (مترجم)، بهزاد شالچی (مترجم)، ناشر: دانشگاه تهران
- آزمون‌های شخصیت: ۲۴ تست برای شناختن مشکلات شخصیتی و راه‌های مقابله با آنها، لوئیس جاندا، محمدعلی بشارت (مترجم)، محمد حبیب نژاد (مترجم)، ناشر: آییژ
- آموزش مؤثر: روش تدریس کارآمد، دیوید رینولدز، دانیل مویس، محمدعلی بشارت (مترجم)، حمید شمسی پور (مترجم)، ناشر: رشد
- راهنمای بیماران افسرده برای درمان به روش CBASP، جیمز مک کالوف، محمدعلی بشارت (مترجم)، ناشر: تبلور
- فراسوی پزشکی: جنبه‌های روانی - اجتماعی سرطان کودکی، محمدعلی بشارت و منیژه فیروزی، ناشر: سبا
- روان‌شناسی: عرصه‌ها و دیدگاه‌ها، گروه مؤلفان، ناشر: سمت
- اثربخشی گروه درمانی فراتشخیصی یکپارچه بر فراشناخت ها و فراهیجان های مثبت مادران کودکان مبتلا به سرطان، محمد‌صالح آشنا، محمد‌علی بشارت، سعید ملیحی‌الذاکرینی، زهره رافضی
- اثربخشی گروه درمانی فراتشخیصی یکپارچه بر راهبردهای تنظیم شناختی هیجان مادران کودکان مبتلا به سرطان ،محمد صالح آشنا، محمد علی بشارت، سعید ملیحی الذاکرینی، زهره رافضی